# Grabowiec (powiat siemiatycki)
Grabowiec – kolonia w Polsce położona w województwie podlaskim, w powiecie siemiatyckim, w gminie Mielnik.
W latach 1975–1998 miejscowość położona była w województwie białostockim.
Wierni kościoła rzymskokatolickiego należą do parafii Parafia Przemienienia Pańskiego w Mielniku.